# Stefán Karl Stefánsson
Stefán Karl Stefánsson (Hafnarfjördur, 10 de julho de 1975 – Reiquiavique, 21 de agosto de 2018) foi um ator islandês. Após formar-se na The Icelandic Academy of Arts, assinou com a Companhia Nacional de Teatro de Reykjavík e foi considerado um dos mais talentosos atores de sua geração.
Seu papel mais famoso foi a interpretação do vilão Robbie Rotten em Lazy Town. Stefánsson dividia-se entre Reykjavík, capital da Islândia, e Califórnia, onde viveu com sua esposa e seus quatro filhos.

## Biografia

### Início de vida
Stefán Karl Stefánsson nasceu em Hafnarfjördur, na Islândia, em 10 de julho de 1975.

### 1994: Marionetismo
Em 1994, aos 19 anos, Stefán iniciava sua carreira como marionetista para televisão. Nessa época, Stefánsson estudou na Academia de Drama da Islândia, mas não estava satisfeito com os padrões de drama islandeses. O ator disse que discordava de uma frase que seu diretor dizia: "atuar não é fazer caretas e mudar o rosto".

### 2004-2014: Lazy Town
Em 2004, foi convidado a participar da série LazyTown ao lado de atores como Magnús Scheving (Sportacus) e Julianna Mauriello (Stephanie) - que seria substituída por Chloe Lang a partir da terceira temporada.

### Doença e morte
Em 2016, Stefán foi diagnosticado com câncer no ducto biliar. O ator fez uma cirurgia e apresentou melhoras. Porém, em 19 de maio de 2017, sua esposa, Steinunn Ólína Þorsteinsdóttir, anunciou no Facebook que o câncer de Stefánsson havia retornado e duas massas sobre seu fígado tinham de ser removidas cirurgicamente. Em 21 de junho, Steinunn postou no Facebook que o câncer voltou com metástase atingindo o estágio IV. Ela afirmou em sua publicação: "Embora as chances e as estatísticas não estejam a nosso favor, e a vela de Stefán queima rapidamente, não vamos ter medo.".
Stefánsson morreu no dia 21 de agosto de 2018 devido às complicações do tumor.

## Vida pessoal
Foi casado com Steinunn Olina Thorsteinsdottir por 16 anos, de 2002 até sua morte, em 2018.